# Josef Bambuch
Josef Bambuch (* 30. dubna 1975) je český fotbalista, který hrál v první Gambrinus lize. Za tým Zlína však odehrál jen čtyři zápasy a od té doby se v první české lize nikdy neobjevil.